# Бастіан Лієсен
Бастіан Лієсен (нід. Bastiaan Lijesen; нар. 28 грудня 1990) — нідерландський плавець.
Учасник Олімпійських Ігор 2012 року.
Призер Чемпіонату Європи з водних видів спорту 2014 року.